# 环峰镇
环峰镇，是中华人民共和国安徽省马鞍山市含山县下辖的一个乡镇级行政单位。

## 行政区划
环峰镇下辖以下地区：
华阳社区、大庆社区、望梅社区、翰林社区、鼓楼社区、攀桂社区、梅苑社区、张公社区、胡蒋社区、朝阳村、祁门村、双圩村、严保村、一统碑村、九连村、金山村、迎春村、褒山村、夏桥村、城北村、梅山村、官山村、刘武村、方赵村、东山村、三官村、大西圩村、三龙村、桥联村和经济工业园区社区。